# Device (группа)
Device — индастриал-метал-группа, основанная фронтменом альтернативной метал-группы Disturbed Дэвидом Дрейманом в 2012 году. К Дрейману присоединился Джено Ленардо, бывший гитарист Filter, и вместе они начали работу над дебютным альбомом в июне 2012 года. Результат этой работы, альбом Device, был выпущен 9 апреля 2013 года. Первый сингл запущен на радио 19 февраля 2013 года, незадолго до релиза альбома.

## История
После того, как Disturbed ушла на перерыв, фронтмен Дэвид Дрейман в мае 2012 года анонсировал свой новый проект, Device. Он также сообщил, что будет работать с Джено Ленардо, бывшим гитаристом Filter. Дэвид рассказал о своем намерении создать проект с большим количеством электронной музыки, со звучанием похожим на Nine Inch Nails или Ministry, но без дабстепа.

Дрейман рассказал о формировании группы: 
«Я впервые подошел к Leonardo Geno, когда он работал над саундтреком последней части фильма «Другой мир», который вышел... и он спросил меня, что если бы я был заинтересован в создании части треков, и я попросил прислать мне музыку, которую он имел в виду,  я смог создать действительно неотразимую и убедительную песню... (Я) обнаружил, что работать с ним как с соавтором песен очень легко <...> Он был очень сильным автором <...>»
Группа начала работу в июне 2012 и до 6 июня записала вокал для пяти своих песен: «You Think You Know», «Recover», «Hunted», «Vilify» and «War of Lies».
В январе 2013 года Дрейман подтвердил точные даты релиза альбома «Device» и первого сингла. Он заявил, что альбом будет выпущен 9 апреля 2013 года, а песня «Vilify» будет дебютировать на радио 19 февраля. Он также заявил, что в качестве гостей в альбоме будут присутствовать Батлер Гизер (Black Sabbath), Гленн Хьюз (Deep Purple, Black Sabbath, Black Country Communion), М. Шэдоус (Avenged Sevenfold), Серж Танкян (System of a Down), Том Морелло (Rage Against the Machine) и Lzzy Hale (Halestorm).
Первый альбомный сингл, "Vilify" был выпущен 18 февраля вместе с клипом и видео "за кулисами". Группа также выпустила несколько песен в интернете: "You Think You Know", "Penance" и "Close My Eyes Forever".
Группа будет гастролировать с барабанщиком Уиллом Хантом и гитаристом Virus, но без Ленардо. Первый концерт был назначен на следующий день после выхода альбома (10 апреля) в Soul Kitchen Music Hall, в  Мобиле.
6 мая 2013 года Device выиграли награду "Лучший новый талант" на "Golden God Awards".

## Состав
- Дэвид Дрейман — вокал (2012—2014)
- Джено Ленардо — гитары, бас-гитара (2012—2014)
- Уилл Хант — ударные (2013)
- Virus — гитара (2013)

## Дискография
- Device (2013)